# Elecciones vicepresidenciales de Ecuador de enero de 2018
Elección indirecta extraordinaria para elegir al Vicepresidente Constitucional del Ecuador, realizada el 6 de enero de 2018 por la Asamblea Nacional del Ecuador luego de la pérdida del cargo pro ausencia definitiva del exvicepresidente Jorge Glas por encontrase privado de libertad desde el 2 de octubre de 2017, cumpliéndose el máximo de 90 días estipulados por la constitución de falta temporal. 

## Antecedentes
Desde el 2 de octubre de 2017, el vicepresidente Jorge Glas fue encarcelado al ser acusado por la Fiscalía General del Estado del delito de asociación ilícita como parte del caso Odebrecht, entrando en falta temporal al estar privado de libertad. La vicepresidencia fue encargada a María Alejandra Vicuña, ministra de vivienda, por decreto presidencial mientras se mantenga la falta temporal.
En diciembre del mismo año, la Corte Nacional de Justicia encontró a Glas culpable de asociación ilícita, siendo condenado a 6 años de cárcel, además de iniciarse investigaciones contra Glas por los delitos de concusión, cohecho, peculado y enriquecimiento ilícito.
El 3 de enero de 2018, Glas llegó al límite máximo constitucional de falta temporal, por lo que el 4 de enero la secretaria jurídica de la presidencia, Johana Pesántez, presentó la documentación correspondiente a la Asamblea Nacional para certificar la pérdida del cargo del Glas que deberá ser revisado por el pleno, presentando además la terna designada por el presidente Lenín Moreno para la elección de la nueva vicepresidenta constitucional.

## Desarrollo

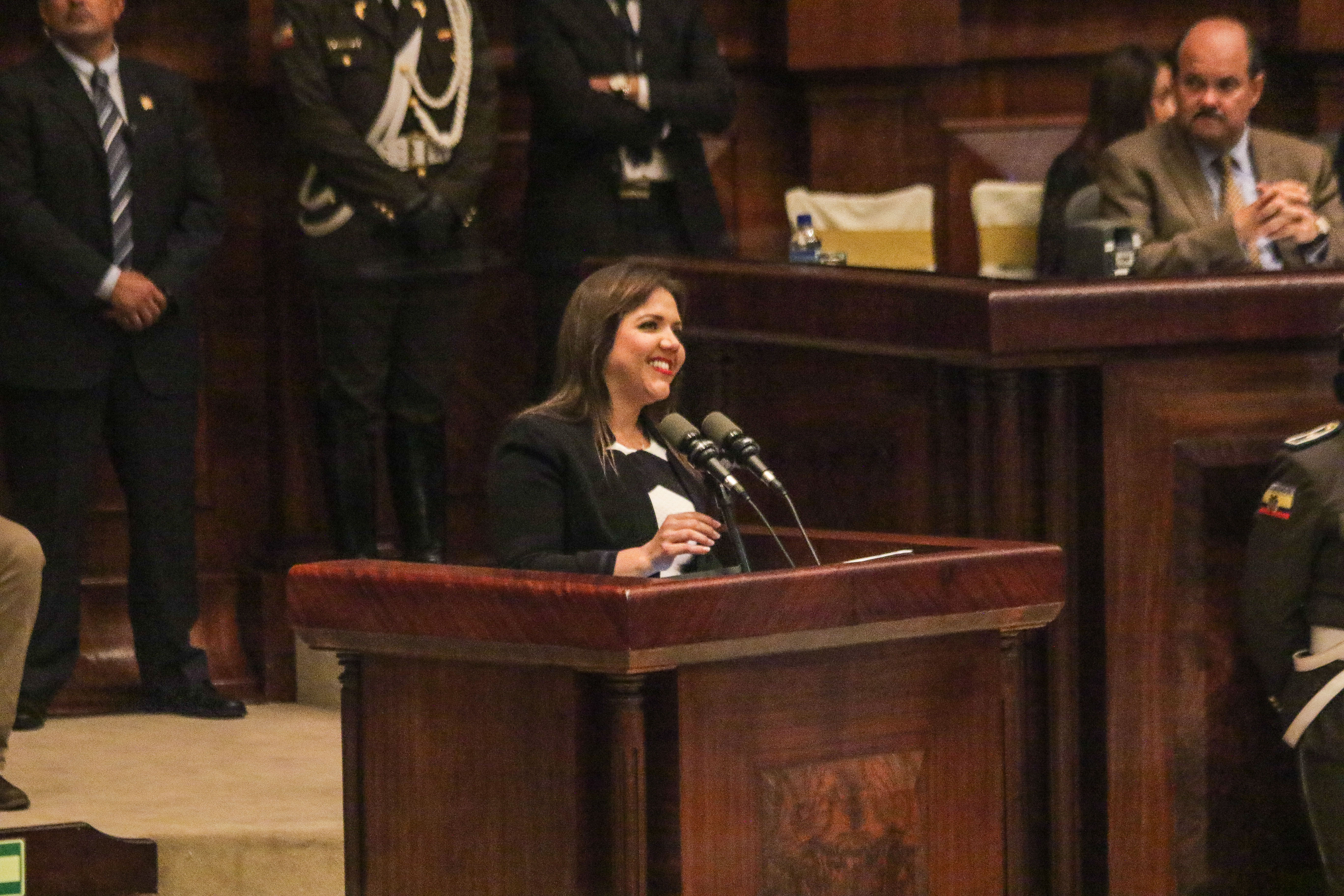
María Alejandra Vicuña durante su discurso de investidura como Vicepresidenta Constitucional

El 6 de enero de 2018, la Asamblea Nacional se instaló con 106 asambleístas, no asistiendo los asambleístas de Alianza PAIS de la facción correísta, quienes apoyaron a Jorge Glas. Se le encargó la ponencia de la elección de la vicepresidenta y reconocimiento de la ausencia definitiva de Glas al asambleísta César Litardo, de PAIS, quién propuso la votación a favor de María Alejandra Vicuña como vicepresidenta.
Al realizarse la votación, Vicuña fue elegida con 70 votos provenientes de todos los asambleístas de PAIS presentes, pertenecientes a la facción oficialista, de los asambleístas de la Bancada de Integración Nacional (Izquierda Democrática, Pachakutik, Partido Sociedad Patriótica, Fuerza.Ec, Movimientos Provinciales), 8 de los asambleístas de SUMA, menos de Héctor Yépez, y de 3 asambleístas electos por CREO: Fernando Burbano, Patricio Mendoza y Franco Romero. La bancada del Partido Social Cristiano se abstuvo, mientras que la bancada de CREO votó en su mayoría en contra de Vicuña y varios se abstuvieron.

## Candidatas
| Lista | Logo                           | Partido      | Vicepresidente                                           | Cargos Previos                                         |
| ----- | ------------------------------ | ------------ | -------------------------------------------------------- | ------------------------------------------------------ |
| 35    |                                | Alianza PAIS | María Alejandra Vicuña Muñoz                             | Ministra de Desarrollo Urbano y Vivienda (2017 - 2018) |
| 35    | María Fernanda Espinosa Garcés | Alianza PAIS | Ministra de Relaciones Exteriores (2007) / (2017 - 2018) |                                                        |
| 35    | Rosana Alvarado Carrión        | Alianza PAIS | Ministra de Justicia (2017 - 2018)                       |                                                        |

Fuente:

## Resultados
| Candidato                     | Voto | Votos por partidos políticos | Votos por partidos políticos | Votos por partidos políticos | Votos por partidos políticos | Votos por partidos políticos | Votos por partidos políticos | Votos por partidos políticos | Votos por partidos políticos | Votos por partidos políticos | Votos por partidos políticos | Votos por partidos políticos | Votos por partidos políticos | Total  |
| Candidato                     | Voto |                              |                              |                              |                              |                              |                              |                              |                              |                              | UPP                          |                              | Ind.                         | Total  |
| ----------------------------- | ---- | ---------------------------- | ---------------------------- | ---------------------------- | ---------------------------- | ---------------------------- | ---------------------------- | ---------------------------- | ---------------------------- | ---------------------------- | ---------------------------- | ---------------------------- | ---------------------------- | ------ |
| María Alejandra Vicuña (PAÍS) | Sí   | 45                           | 3                            | 9                            |                              | 4                            | 3                            | 2                            | 1                            |                              | 1                            | 1                            | 1                            | 70/137 |
| María Alejandra Vicuña (PAÍS) | No   |                              | 16                           |                              |                              | 1                            |                              |                              |                              |                              |                              |                              |                              | 17/137 |
| María Alejandra Vicuña (PAÍS) | Abs. | 1                            | 3                            | 1                            | 13                           |                              |                              |                              |                              | 1                            |                              |                              |                              | 19/137 |
| María Alejandra Vicuña (PAÍS) | Aus. | 28                           | 1                            |                              | 2                            |                              |                              |                              |                              |                              |                              |                              |                              | 31/137 |

Fuente: